# Selección de fútbol americano de Dinamarca
La selección de fútbol americano de Dinamarca es el equipo nacional de fútbol americano de Dinamarca. El equipo nacional de fútbol americano está gobernado por la Federación Danesa de Fútbol Americano.

## Participaciones

### Copa Mundial de Fútbol Americano
| Año   | Pos.           | PJ             | G              | P              | PF             | PC             |
| ----- | -------------- | -------------- | -------------- | -------------- | -------------- | -------------- |
| 1999  | No clasificó   | No clasificó   | No clasificó   | No clasificó   | No clasificó   | No clasificó   |
| 2015  | No clasificó   | No clasificó   | No clasificó   | No clasificó   | No clasificó   | No clasificó   |
| 2023  | Por determinar | Por determinar | Por determinar | Por determinar | Por determinar | Por determinar |
| Total | 0/5            | 0              | 0              | 0              | 0              | 0              |